# Комитатенси
Комитатенси (лат. comitatenses, „пратиоци“; од лат. comitatus, „пратња“) били су припадници римске покретне војске у позној антици. Назив су добили по административном апарату, који је служио принцепсу и пратио га на путовањима (лат. comitatus). Нису били везани за одређену провинцију и могли су да се прикључе територијалним трупама које су се стално налазиле у одређеној провинцији (лат. limitanei или ripenses). Покретну војску је вероватно основао Диоклецијан. Међутим, величина јој је била ограничена. Константин ју је повећао и дао јој ново значење. Створио је нове јединице, али им је прикључио делове Диоклецијанове покретне војске и распустио један део пограничних трупа. Нова покретна војска састојала се од легија (од којих су неке имале свега 1000 људи), новостворених јединица званих аугзилије (лат. auxilia) и коњичких вексилација (лат. vexillationes).
Један закон из 325. године н. е. подвукао је формалну разлику између комитатенсâ и пограничних трупа. Комитатенсима и лимитанцима је потврђено двоструко ослобођење од пореза (за војнике и њихове жене) након двадесетчетворогодишње службе и обично ослобођење од пореза након двадесетогодишње службе. Међутим, комитатенсима је давана предност при превременом отпуштању из службе из медицинских разлога. Један закон из 372. године н. е. одређује да се регрути размештају у комитатенсе и лимитанце према физичким способностима.
Комитатенсима су командовали заповедник пешадије (лат. magister peditum) и заповедник коњице (лат. magister equitum). У време тетрархије комитатенси су били подељени на различите војске, од којих је свака имала свог команданта. Уз то, створене су и регионалне војске под командом „заповедникâ коњице“ (лат. magistri equitum) и „војних комита“ (лат. comites rei militaris). Међутим, јединице ових покретних војски разликовале су се од оних јединица, које су директно служиле принцепсу и звале се „дворани“ (лат. palatini). Понекад су војници из пограничних јединица премештани у покретну војску, али то није утицало на њихов положај. Помињу се први пут 365. године н. е. под називом „псеудокомитатенси“ (лат. pseudocomitatenses). Комитатенси су по правилу били размештени у градовима.
Крајем Теодосијеве владавине покретна војска источне половине Римског царства састојала се из четири јединице, од којих су две служиле цара, док су остале биле стациониране у Тракији, Илирику и на источној граници. Сваком од њих је командовао „заповедник обе војске“ (лат. magister utrius militiae). На западу је најутицајнији заповедник био Стилихон (395—408), а најзначајније покретне војске биле су стациониране у Италији и Галији.
Развијање покретне војске у почетку није представљало фундументалну промену у римској војној стратегији. Лимитанци су у почетку били организовани исто онако као под Диоклецијаном. Упркос томе, полако су им опадали и статус и ефективност, јер је цар увек више средстава трошио на покретну војску, која је као престижна сила могла да флексибилно одговара на војне изазове. 